# Ершов, Александр Матвеевич
Александр Матвеевич Ершов (1908—1980) — сержант Рабоче-крестьянской Красной Армии, участник Великой Отечественной войны, Герой Советского Союза (1945).

## Биография
Александр Ершов родился 11 сентября 1908 года в селе Лукмос. В детстве вместе с семьёй переехал в село Славянка (ныне — Есильский район Северо-Казахстанской области Казахстана). Получил начальное образование, после чего работал в колхозе. В июне 1941 года Ершов был призван на службу в Рабоче-крестьянскую Красную Армию. С июля того же года — на фронтах Великой Отечественной войны. Принимал участие в Сталинградской битве, освобождении Украинской, Белорусской и Литовской ССР. Два раза был ранен. К июлю 1944 года сержант Александр Ершов командовал отделением 1233-го стрелкового полка 371-й стрелковой дивизии 5-й армии 3-го Белорусского фронта. Отличился во время форсирования Немана.
17 июля 1944 года Ершов со своим отделением первым в полку переправился через Неман в районе местечка Дарсунишкис (ныне — Каунасский уезд Литвы) и захватил плацдарм на его западном берегу. В бою он лично уничтожил 12 солдат и офицеров противника, вместе с отделением успешно отразил контратаку, удержав захваченные позиции. Через несколько дней он получил тяжёлое ранение и после излечения в феврале 1945 года был демобилизован.
Указом Президиума Верховного Совета СССР от 24 марта 1945 года за «образцовое выполнение заданий командования и проявленные мужество и героизм в боях с немецкими захватчиками» сержант Александр Ершов был удостоен высокого звания Героя Советского Союза с вручением ордена Ленина и медали «Золотая Звезда» за номером 5916.
Вернулся в Славянку, после демобилизации работал бригадиром животноводческой фермы совхоза «Заградовский». В 1969 году вышел на пенсию. Умер 21 февраля 1980 года.
Был также награждён орденом Красной Звезды и рядом медалей.